# كأس كرواتيا 2009–10
كأس كرواتيا 2009–10 (بالكرواتية: Hrvatski nogometni kup 2009./10.)‏ هو الموسم 19 من كأس كرواتيا. أقيم خلال الفترة 25 أغسطس 2009 وحتى 5 مايو 2010، وأشرف على تنظيمه اتحاد كرواتيا لكرة القدم، وكان عدد الأندية المشاركة فيه 48، وفاز فيه هايدوك سبليت.